# Gentleman's Fate
Pour plus de détails, voir Fiche technique et Distribution.
Gentleman's Fate est un film américain réalisé par Mervyn LeRoy, sorti en 1931.

## Synopsis
Jack Thomas a grandi dans la conviction qu'il était orphelin. Son tuteur lui dit qu'il a un frère aîné dans le New Jersey nommé Frank Tomasulo et un père mourant, Francesco, qui sont tous deux dans le commerce de contrebande d'alcool en pleine prohibition. Sur son lit de mort, Francesco donne à Jack un collier d'émeraude. Jack le donne à sa fiancée, Marjorie Channing mais il s'avère qu'il a été volé. Frank ne veut pas que le nom de son père soit déshonoré, alors il force Jack à admettre à tort avoir volé le collier. Marjorie rompt les fiançailles et se rend en Angleterre. Après un bref séjour en prison et la mort de Francesco, Jack se rend compte qu'il ne pourra jamais reprendre sa place dans la bonne société et, avec les encouragements de Frank, décide de rejoindre l'entreprise familiale. Lors de la tentative de détournement de l'alcool du gang par la foule Florio, il tue Dante (Ralph Ince), le beau-frère de Florio, sauvant la vie de Frank.
Plusieurs mois plus tard, Jack revient à Jersey après s'être caché au Canada. Frank organise un "banquet de la paix" pour montrer à Florio qui est le patron, notamment en arrangeant Jack avec Ruth (Anita Page), l'ancienne petite amie de Florio. Florio accepte de travailler avec la foule de Frank, divisant les choses à 50-50, tant qu'il peut tuer l'homme qui a tiré sur Dante. Jack entre dans la fête et Florio le reconnaît instantanément comme le tireur, lançant des insinuations à lui et à Ruth. Jack donne un coup de poing à Florio et les gangs sortent leurs armes, mais la violence est interrompue lorsque les flics font une descente dans le joint. Jack dit à Frank que, Marjorie devant rentrer de l'étranger, il veut arrêter le racket et se remettre avec elle, mais Frank lui montre un article de journal racontant son mariage. Après avoir bu une bouteille entière de whisky, Jack ivre épouse Ruth.
Pour se venger, Florio envisage de tuer Jack et Ruth alors qu'ils s'apprêtent à partir pour leur lune de miel. Un serveur prévient les hommes de Frank, mais Florio anticipe la trahison et tire sur le serveur, révélant son plan pour commettre les meurtres immédiatement. Mabe, qui fait partie du gang de Frank, voit Florio et ses hommes s'approcher de l'appartement de Ruth, se rend compte de ce qui se passe et alerte Frank. Jack arrive à l'appartement de Ruth et tue la petite amie de Florio. Florio, entendant les coups de feu, sort son arme, mais Ruth lui tire une balle dans le dos. Florio blessé se retourne et Jack termine le travail juste au moment où Frank entre. Jack, lui-même abattu, tombe, mortellement blessé.
Dans la chambre de Ruth, Jack est allongé dans son lit et un médecin dit à Frank que ce sont des rideaux pour Jack. Jack dit à son frère de sortir de la raquette et, alors qu'il meurt, dit à Frank de prendre soin de sa femme.

## Fiche technique
- Titre : Gentleman's Fate
- Réalisation : Mervyn LeRoy
- Scénario : Ursula Parrott (en) et Leonard Praskins
- Direction artistique : Cedric Gibbons
- Photographie : Merritt B. Gerstad
- Montage : William S. Gray
- Société de production : Metro-Goldwyn-Mayer
- Pays d'origine : États-Unis
- Format : Noir et blanc
- Genre : drame
- Durée : 90 minutes
- Date de sortie : 1931

## Distribution
- John Gilbert : Giacomo Tomasulo alias Jack Thomas
- Louis Wolheim : Frank Tomasulo
- Leila Hyams : Marjorie Channing
- Anita Page : Ruth Corrigan
- Marie Prevost : Mabel
- John Miljan : Florio
- George Cooper : Mike
- Ferike Boros : Angela
- Ralph Ince : Dante
- Frank Reicher : Papa Francesco Tomasulo
- Paul Porcasi : Papa Mario Giovanni

Acteurs non crédités
- Leila Bennett : Employée du flunch
- Edward LeSaint : Détective Meyers
- Harry Tenbrook